# Луба (империя)

Карта доколониальных государств Африки.

Луба — государственное образование, существовавшее на низменности Упемба на территории современной ДР Конго в 1585—1889 годах. Верховная власть принадлежала мулохве, который управлял страной с помощью совета знати. Луба пришла в упадок в результате междоусобиц, вовлечённости в работорговлю и набегов соседних племён.

## Легенда о происхождении
В соответствии с устной традицией, король Конголо Мвамба основал столицу у озера Бойа. С востока прибыл охотник Илунга Мбиди Килуве, женившийся на двух сёстрах Конголо — Буланде и Мабеле. Между Илунгой и Конголо возрастала напряжённость, пока Илунга не ушёл в неизвестное место. Буланда родила сына — Калала Илунга. Калала победил и обезглавил дядю Конголо. Во время правления Калалы королевство расширилось. Государство новой династии Илунга было более централизованным.